# فرانسوا رابليه
فرانسوا رابليه (بالفرنسية:François Rabelais) هو كاتب فرنسي وطبيب وراهب وعالم باليونانية وأحد إنسانيي النهضة.
يعتبر رابليه أحد أعظم الكتاب على مستوى العالم، وكذلك أحد مؤسسي أسلوب الكتابة الأوروبي الحديث.تعد رواية غارغانتوا وبانتاغرويل أنجح أعماله على الإطلاق.
كان رابليه لفترة قصيرة راهباً ولكنه شعر أنه لا يستطيع أن يتحمّل بجدية هذه الحياة لأسباب عدة تدخل في صميم المباديء الدينية والممارسات، فدرس الطب ، ثم مارس التطبيب في مدينة ليون، إلا أنه سئم ذلك أيضاً، وراح يتجول في أرجاء أوروبا الغربية .
وخلال الفترة التي مارس فيها الطبابة كتب روايتين هما: حياة غارغانتوا وبانتاغرويل، وأصدرهما بأسم مستعمار، فلقيتا نجاحاً كبيراً، وهما تزخران بالسخرية والعمق، وبالخشونة في أجزاء منهما.
ووضع رابليه مؤلفات أخرى، بعضها أقل تشويقاً من روايته الأوليين، ولكنهما مثلهما تعجّ بالحكمة والفطرة السليمة، وفيها أحكام صائبة وحصيفة .

## حياته
يعتقد أن ولادة فرانسوا رابليه كانت في الفترة ما بين 1483-1494 بالقرب من مدينة شينيون في وسط فرنسا.
درس رابليه اليونانية واللاتينية والعلوم والقانون وفقه اللغة.درس رابليه في جامعة بواتييه، ثم التحق بجامعة مونبلييه.
في عام 1532,انتقل رابليه إلى مدينة ليون التي كانت أحد أكبر المراكز الثقافية في البلاد.
وفي نفس العام، نشر فرانسوا أول كتبه الذي كان بعنوان بانتاغرويل، والذي كان بداية لسلسلة من الروايات باسم غارغانتوا وبانتاغرويل.
حصل رابليه على موافقة الملك فرانسوا الأول على إكمال كتابة مجموعته القصصية، لكن بعد وفاة الملك، قوبلت كتابات رابليه بالرفض وقام البرلمان الفرنسي بحظر بيع كتابه الرابع من مجموعته القصصية.
توفي فرانسوا رابليه في باريس عام 1553.يقال أنه كتب وصيته قبل موته وجاء فيها:(أنا لا أملك شيئا، علي قدر كبير من الديون، والباقي أعطيه للفقراء).

## من أقواله
| فرانسوا رابليه | العلم بلا ضمير ليس سوى هلاك للنفس، والحكمة لا تدخل نفسا شريرة. | فرانسوا رابليه |

| فرانسوا رابليه | كيف أكون قادرا على قيادة الآخرين،إذا لم تكن لدي القدرة على قيادة نفسي؟! | فرانسوا رابليه |

## التراث
- سميت باسمه جامعة في مدينة تور في فرنسا.
- عندما حاز جان ماري غوستاف لو كليزيو على جائزة نوبل 2008, قال أن فرانسوا رابيله هو أعظم كاتب للغة الفرنسية على الإطلاق.
- سمي كويكب (5666 رابليه) بهذا الاسم تكريما لفرانسوا رابليه.

## روابط خارجية
- فرانسوا رابليه على موقع الموسوعة البريطانية (الإنجليزية)
- فرانسوا رابليه على موقع ميوزك برينز (الإنجليزية)
- فرانسوا رابليه على موقع إن إن دي بي (الإنجليزية)
- فرانسوا رابليه على موقع ديسكوغز (الإنجليزية)